# Ihor Kalinin (ur. 1995)
Ihor Ołehowycz Kalinin, ukr. Ігор Олегович Калінін (ur. 11 listopada 1995 w Kerczu) – ukraiński piłkarz grający na pozycji obrońcy.

## Kariera piłkarska
Wychowanek Szkoły Piłkarskiej w Sewastopolu i klubu Illicziweć Mariupol, barwy których bronił w juniorskich mistrzostwach Ukrainy (DJuFL). 27 kwietnia 2014 rozpoczął karierę piłkarską w pierwszej drużynie Illicziwca Mariupol. 1 września 2014 opuścił mariupolski klub. Występował w juniorskiej reprezentacji Ukrainy U-19. Po przyłączeniu Krymu do Rosji otrzymał obywatelstwo rosyjskie.
13 stycznia 2015 został piłkarzem Zorii Ługańsk, w grudniu został oskarżony przez prezesa klubu o ustawianie wyników meczów drużyny młodzieżowej i zwolniony z klubu. Sam zawodnik zaprzeczył oskarżeniom.
25 września 2016 jako wolny agent zasilił skład Zirki Kropywnycki. 20 stycznia 2017 za obopólną zgodą kontrakt został rozwiązany.
Latem 2019 roku został zawodnikiem Dinamo Moskwa. 21 lutego 2020 został wypożyczony do Urału Jekaterynburg. W 2021 przeszedł do FK Rostów.8 Wrześnie 2022 został wypożyczony do Fakiełu Woroneżu, z którego wrócił w 2025.